# Processador (computação)
Em computação e ciência da computação, um processador ou unidade de processamento é um componente elétrico (circuito digital) que executa operações em uma fonte de dados externa, geralmente memória ou algum outro fluxo de dados. Ele normalmente assume a forma de um microprocessador, que pode ser implementado em um único chip de circuito integrado de metal-óxido-semicondutor. No passado, os processadores eram construídos usando múltiplos tubos de vácuo individuais, vários transistores individuais, ou vários circuitos integrados. Hoje, os processadores usam transistores embutidos.
O termo é frequentemente usado para se referir à unidade central de processamento (CPU), o processador principal de um sistema. No entanto, também pode se referir a outros coprocessadores, como uma unidade de processamento gráfico (GPU).
Os processadores tradicionais são normalmente baseados em silício; no entanto, os pesquisadores desenvolveram processadores experimentais baseados em materiais alternativos, como nanotubos de carbono, grafeno, diamante, e ligas feitas de elementos dos grupos três e cinco da tabela periódica. Transistores feitos de uma única folha de átomos de silício com um átomo de altura e outros materiais 2D foram pesquisados para uso em processadores. Também existem os processadores quânticos; desenvolvidos para usar superposição quântica para representar bits (chamados qubits) em vez de apenas um estado ligado ou desligado.

## Lei de Moore

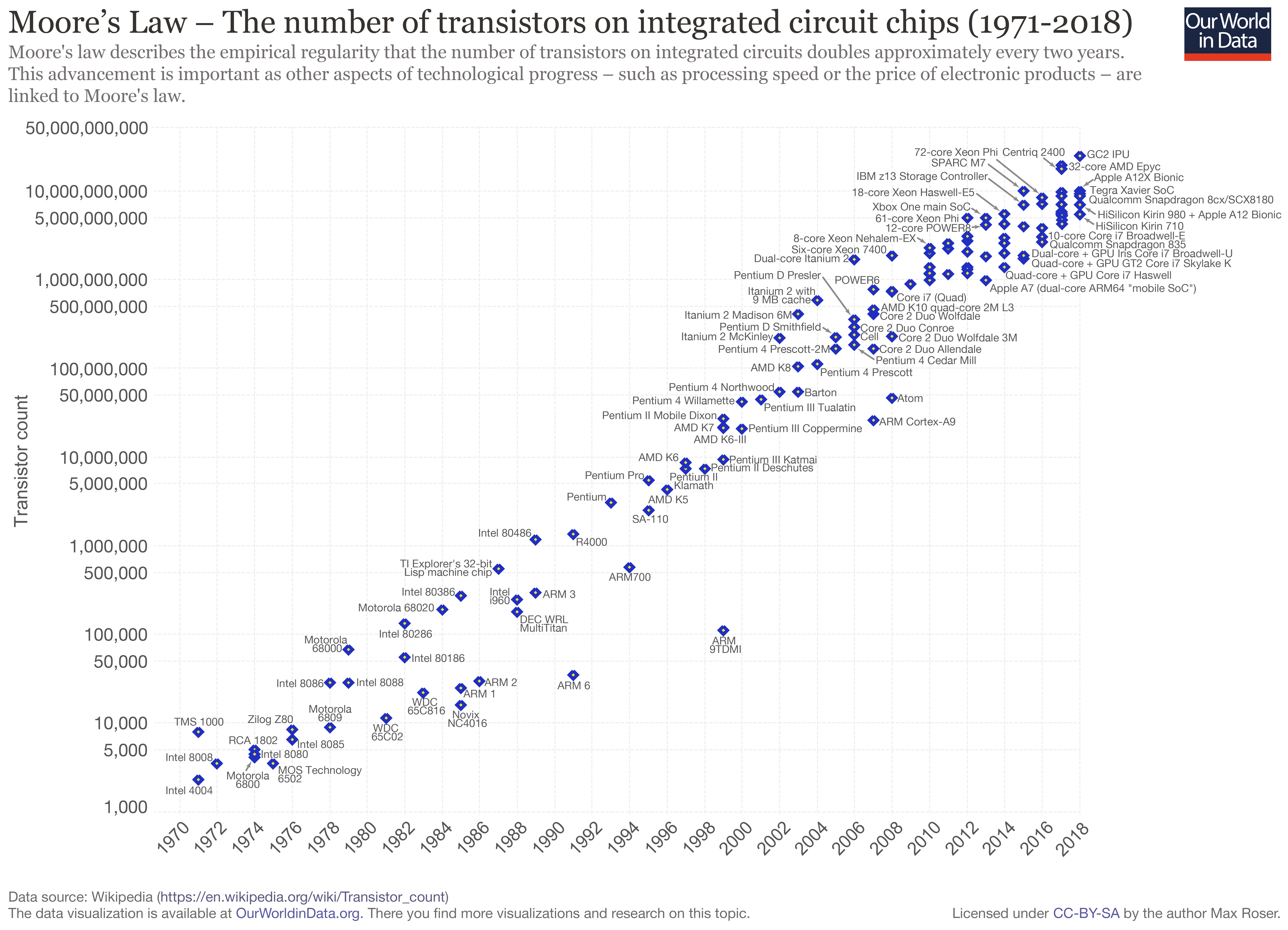
Contagem de transistores ao longo do tempo, demonstrando a lei de Moore

A lei de Moore, batizada em homenagem a Gordon Moore, é a observação e projeção via tendência histórica de que o número de transistores em circuitos integrados, e portanto processadores por extensão, dobra a cada dois anos. O progresso dos processadores seguiu de perto a lei de Moore.

## Tipos
Unidades de processamento central (CPUs) são os processadores primários na maioria dos computadores. Eles são projetados para lidar com uma ampla variedade de tarefas gerais de computação, em vez de apenas algumas tarefas específicas de domínio. Se baseados na arquitetura von Neumann, eles contêm pelo menos uma unidade de controle (UC ou CU), uma unidade lógica aritmética (ULA ou ALU) e registradores de processador. Na prática, as CPUs em computadores pessoais geralmente também são conectadas, por meio da placa-mãe, a um banco de memória principal, disco rígido ou outro armazenamento permanente e periféricos, como teclado e mouse.
Unidades de processamento gráfico (GPUs) estão presentes em muitos computadores e são projetadas para executar com eficiência operações gráficas de computador, incluindo álgebra linear. Eles são altamente paralelos, então tarefas que exigem processamento serial geralmente funcionam melhor em CPUs. Embora as GPUs tenham sido originalmente destinadas ao uso em gráficos, com o tempo seus domínios de aplicativos se expandiram e se tornaram uma importante peça de hardware para aprendizado de máquina.
Existem várias formas de processadores especializados para aprendizado de máquina. Eles se enquadram na categoria de aceleradores de IA (também conhecidos como unidades de processamento neural ou NPUs) e incluem unidades de processamento de visão (VPUs) e a unidade de processamento de tensores (TPU) do Google.
Chips de som e placas de som são usados para gerar e processar áudio. Processadores de sinais digitais (DSPs) são projetados para processar sinais digitais. Processadores de sinal de imagem são DSPs especializados para processar imagens em particular.
Processadores de aprendizado profundo, como unidades de processamento neural, são projetados para computação de aprendizado profundo eficiente.
Unidades de processamento de física (PPUs) são construídas para fazer cálculos relacionados à física com eficiência, principalmente em videogames.
Arranjo de porta programável em campo (FPGAs) são circuitos especializados que podem ser reconfigurados para diferentes finalidades, em vez de serem travados em um domínio de aplicação específico durante a fabricação.
O elemento ou unidade de processamento sinérgico (SPE ou SPU) é um componente do microprocessador Cell.
Processadores baseados em diferentes tecnologias de circuitos foram desenvolvidos. Um exemplo são os processadores quânticos, que usam a física quântica para habilitar algoritmos que são impossíveis em computadores clássicos (aqueles que usam circuitos tradicionais). Outro exemplo são os processadores fotônicos, que usam luz para fazer cálculos em vez de eletrônicos semicondutores. O processamento é feito por fotodetectores que detectam a luz produzida por lasers dentro do processador.